# Mokre (gromada w powiecie sanockim)
Mokre – dawna gromada, czyli najmniejsza jednostka podziału terytorialnego Polskiej Rzeczypospolitej Ludowej w latach 1954–1972.
Gromady, z gromadzkimi radami narodowymi (GRN) jako organami władzy najniższego stopnia na wsi, funkcjonowały od reformy reorganizującej administrację wiejską przeprowadzonej jesienią 1954 do momentu ich zniesienia z dniem 1 stycznia 1973, tym samym wypierając organizację gminną w latach 1954–1972.
Gromadę Mokre z siedzibą GRN w Mokrem utworzono – jako jedną z 8759 gromad na obszarze Polski – w powiecie sanockim w woj. rzeszowskim na mocy uchwały nr 33/54 WRN w Rzeszowie z dnia 5 października 1954. W skład jednostki weszły obszary dotychczasowych gromad Mokre, Morochów, Zawadka Morochowska i Wysoczany ze zniesionej gminy Szczawne w tymże powiecie. Dla gromady ustalono 9 członków gromadzkiej rady narodowej.
1 stycznia 1960 gromadę zniesiono, włączając jej obszar do gromady Szczawne w tymże powiecie.